# Приголомшливий Берендеєв
«Приголомшливий Берендеєв» (рос. «Потрясающий Берендеев») — радянська дитяча кінокомедія 1975 року.

## Сюжет
Оповідання ведеться від імені Папаханова, директора ПТУ, в якому вчиться головний герой, Сергій Берендеєв.
У провінційному місті Трубнінську живе відлюдний і досить конфліктний підліток — винахідник-самоучка Сергій Берендеєв. Через його експерименти і винаходи його вже виганяли з усіх шкіл міста, довелося влаштовуватися в ПТУ. Але і там він шокує оточуючих своїми розробками: «голографією» і «електрошокером». Наступним пунктом його винаходів стає створення передавача для посилу сигналу братів по розуму в систему Альфи Центавра. Несанкціонований вихід в ефір засікається, і до Берендеєва і його друга, Шури, застосовуються суворі виховні санкції. Саме на цьому комсомольському зібранні Сергій закохується в активістку-однокласницю Катю.
Незабаром слідує більш серйозний експеримент: переміщення в антисвіт. Туди переміщуються всі навколишні, крім самого експериментатора. За це слідує ще одне комсомольське зібрання і реальна загроза відрахування, а ПТУ Сергію потрібно: «там сучасна техніка». Не втримавшись, він робить ще один винахід: шагоход-вічний двигун. Апарат працює, але падає з обриву і йде на дно.
Тим часом педагоги підштовхують ентузіазм і кмітливість Берендеєва в потрібне русло: на удосконалення різців для токарного верстата, та й самого верстата в цілому. У підсумку він отримує раціоналізаторську грамоту, на його честь влаштовується бал.
В недалекому майбутньому Папаханов веде екскурсію по училищу, він показує портрети відомих раціоналізаторів-випускників, почесне місце серед них займає Сергій Берендеєв.

## У ролях
- Сергій Образов —  Сергій Берендеєв, юний винахідник
- Андрій Харибін —  Шура Петров, спортсмен, друг Берендеєва
- Євген Євстигнєєв —  батько Берендеєва
- Лілія Євстигнєєва —  мати Берендеєва
- Борис Іванов —  Папаханов, директор ПТУ / оповідач за кадром
- Олексій Миронов —  Павло Іванович, завуч
- Емілія Мільтон —  вчителька естетики
- Олена Валаєва —  вчителька музики
- Василь Долбітіков —  вчитель фізкультури
- Леонід Каневський —  майор, начальник міліції, винахідник-аматор
- Лев Дуров —  Василь Копилов, контролер залізниці, радіолюбітель-«контррозвідник»
- Тигран Давидов —  Коля, друг Копилова
- Олексій Смирнов —  Артур Брагін, кочегар
- Вероніка Ізотова —  Катя Тугаринова, однокласниця Берендеєва
- Роман Самерханов —  Роман Овечкин, однокласник Берендеєва
- Ігор Теиіров — Селівьорстов, однокласник Берендеєва
- Олег Теміров — Селівьорстов, однокласник Берендеєва
- Зінаїда Воркуль —  контролер в кінотеатрі
- Олексій Чернов —  Захарич, майстер навчального токарного цеху

## Знімальна група
- Режисер — Ігор Вознесенський
- Сценарист — Володимир Потоцький
- Оператор — Олексій Полканов
- Композитор — Олексій Рибников
- Художник — Ной Сендеров